# ایتاو کورپ‌بانکا
ایتاو کورپ‌بانکا (به اسپانیایی: Itaú CorpBanca) سومین بانک بزرگ شیلی است، که در زمینه ارائه خدمات بانکداری خرد، بانکداری شرکتی، مدیریت دارایی، بانکداری اختصاصی و مدیریت صندوق‌های سرمایه‌گذاری مشترک فعالیت می‌کند. 
ایتاو کورپ‌بانکا در سال ۱۸۷۱ توسط آنیبال پینتو، در شهر کنسپسیون، شیلی تأسیس شد. این بانک هم‌اکنون متعلق به بانک برزیلی ایتاو یونی‌بانکو است و در حال حاضر مالک شبکه‌ای از ۳۹۰ شعبه در کشورهای کلمبیا و شیلی می‌باشد.
شعبه مرکزی ایتاو کورپ‌بانکا در شهر سانتیاگو، شیلی قرار دارد و بخشی از سهام آن در بازارهای بورس نیویورک و بورس اوراق بهادار سانتیاگو معامله می‌شود.